# Ogliastro
Ogliastro é uma comuna francesa na região administrativa de Córsega, no departamento da Alta Córsega. Estende-se por uma área de 9,49 km². 